# Ганулич Володимир Костянтинович
Володи́мир Костянти́нович Гану́лич (*2 січня 1941, Погіньки) — прозаїк. Кандидат фізико-математичних наук, доцент кафедри «Математичні методи в економіці» Львівської державної фінансової академії.
Народився 2 січня 1941 р. в с. Погіньки Ковельського району Волинської області.
Закінчив механіко-математичний факультет Львівського університету ім. І. Франка.
Автор збірки оповідань «Хуторянка», збірки поезій «Полотно».